# 소노부이

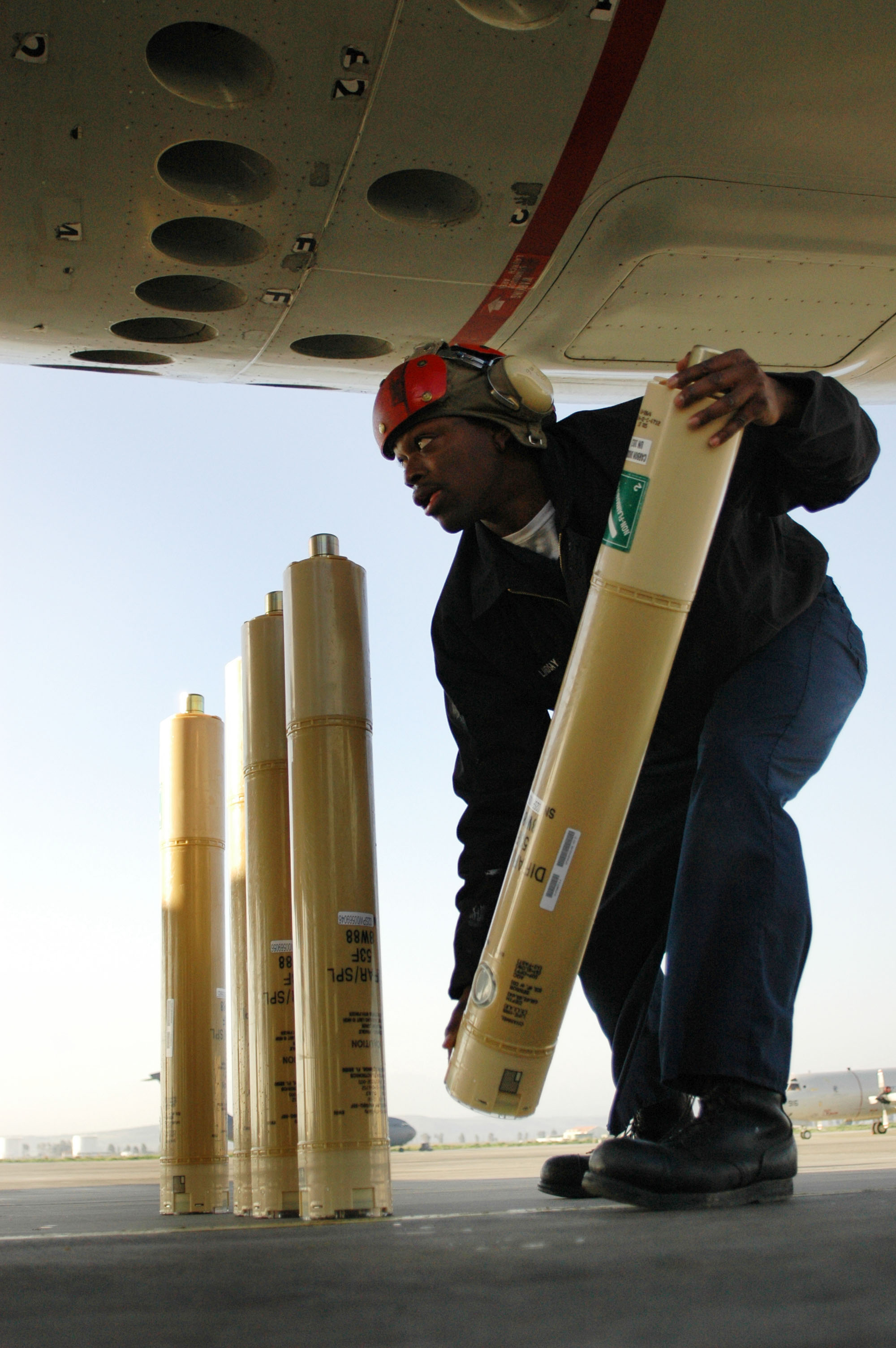
항공기에 소노부이를 장전하고 있다.

소노부이(sonobuoy, 소나와 부이의 합성어)는 상대적으로 작은(보통 지름 13 cm, 길이 91 cm) 소모품 소나로, 항공기나 군함에서 잠수함을 잡기 위해 항공기나 선박에서 물에 뿌려 사용한다.